# Мирный, Семён Максимович
Семён Максимович Мирный (Фридман), псевдонимы Юрий Яковлев, Абдулла (22 декабря 1896, Грива, Курляндская губерния — 29 ноября 1973, Москва) — русский революционер, партийный деятель, разведчик и дипломат. Пенсионер союзного значения.

## Биография
Родился 22 декабря 1896 года в местечке Грива Курляндской губернии. Еврей. Отец, Максим Яковлевич Фридман, служащий лесничества, умер, когда Семену не было и пяти лет. Мать, Фрида Семеновна, работавшая страховым агентом в обществе «Россия», одна воспитывала четверых детей. Член партии Бунд в 1913—1917 годах во время учёбы в Риге в частной гимназии Ривоша, а затем в Петрограде в Четвёрной гимназии, которую окончил 20 апреля 1917 года с серебряной медалью. Поступил в Петроградский университет.
Участник штурма Зимнего дворца. Принимал участие в аресте Временного правительства. Участник Гражданской войны. Член ВКП(б) с 1918 года. Участник Гражданской войны в России. Член подпольного Одесского обкома РСДРП(б), редактор газеты «Таврический коммунист» (март — июнь 1919 года).
Член Крымского обкома ВКП(б). После 7 мая 1919 Областной комитет ВКП(б) состоял из 11 человек: Ю. П. Гавен, Н. Журавлев, М. Д. Шустер, И. Шульман, Я. Ф. Городецкий, И. М. Полонский (Степа), Эйхер, В. Г. Киров, О. Х. Алексакис, С. М. Мирный и Семён — С. Д. Жгенти (Джигенти).
На нелегальной партийной и разведывательной работе в Болгарии — Варна, София, Хасково (август 1919 — апрель 1920) под именем Юрия Яковлева. Работал в Германии, Франции и Швейцарии по линии Коминтерна (май — ноябрь 1920). Учился на восточном отделении Военной академии РККА (март 1921 — июль 1923), был в 1921 в служебной командировке в Ангоре, Турция.
Заместитель председателя репатриационной комиссии, вице-консул, консул СССР в Турции (сентябрь 1923 — июнь 1926).
Репатриационная комиссия помогала возвратиться на родину солдатам, оказавшимся в плену, другим российским гражданам, попавшим на чужбину. В Турции оказалось немало русских, которые потеряли голову в дни Гражданской войны и бежали с Врангелем. Многие из них жалели что оставили родину и не знали как вернуться обратно. В репатриационную комиссию приходили и те, кто давно оставил Россию. Одними из первых там появились «некрасовцы» — раскольники. Мирный помог им репатриироваться и они поселились на Северном Кавказе.
По линии военной разведки курировал деятельность резидентуры Н. Трайчева (Давыдова) и других групп, по линии Коминтерна оказывал помощь Болгарской коммунистической партии, в том числе и оружием.
Работал в центральном аппарате, в резерве НКИД СССР (июнь — декабрь 1926), 1-й секретарь полпредства СССР в Норвегии (январь 1927 — июль 1931), референт и помощник заведующего 1-м Западным подотделом НКИД (август 1931 — декабрь 1934), 1-й секретарь полпредства СССР в Венгрии (январь 1935 — февраль 1937), советник полпредства в Швеции (с февраля 1937).
Участник Великой Отечественной войны с октября 1942 года. Призван Альметьевским РВК. Работал во фронтовых многотиражках, в том числе «Вперед к победе» 1-го Белорусского фронта. Младший лейтенант. Награждён медалью «За боевые заслуги» (4.12.1944), медалью «За освобождение Варшавы», медалью «За взятие Берлина», медалью «За победу над Германией в Великой Отечественной войне 1941—1945 гг.». Демобилизован 25 января 1946 года.
Репрессирован. Реабилитирован.
Главный библиограф Государственной библиотеки СССР им. В. И. Ленина в 1955—1961 годах.
С 1961 года персональный пенсионер. Умер 29 ноября 1973 года в Москве. Похоронен на Новодевичьем кладбище в колумбарии старых большевиков.

## Память
- Студия ЦСДФ (РЦСДФ) сняла в 1982 году документальный фильм № 8656, 2 части, «Солдат Семён Мирный» хронометраж: 0:09:15, черно-белый, Режиссер: Кристи Л. М., авторы сценария: Кристи Л., Шейнис З. Диктор — Глузский М. А.
- Стовба Валерий. Один из плеяды забытых. — 2020. — ISBN 978-5-532-92564-9.